# MagSafe
MagSafe（マグセーフ）は、

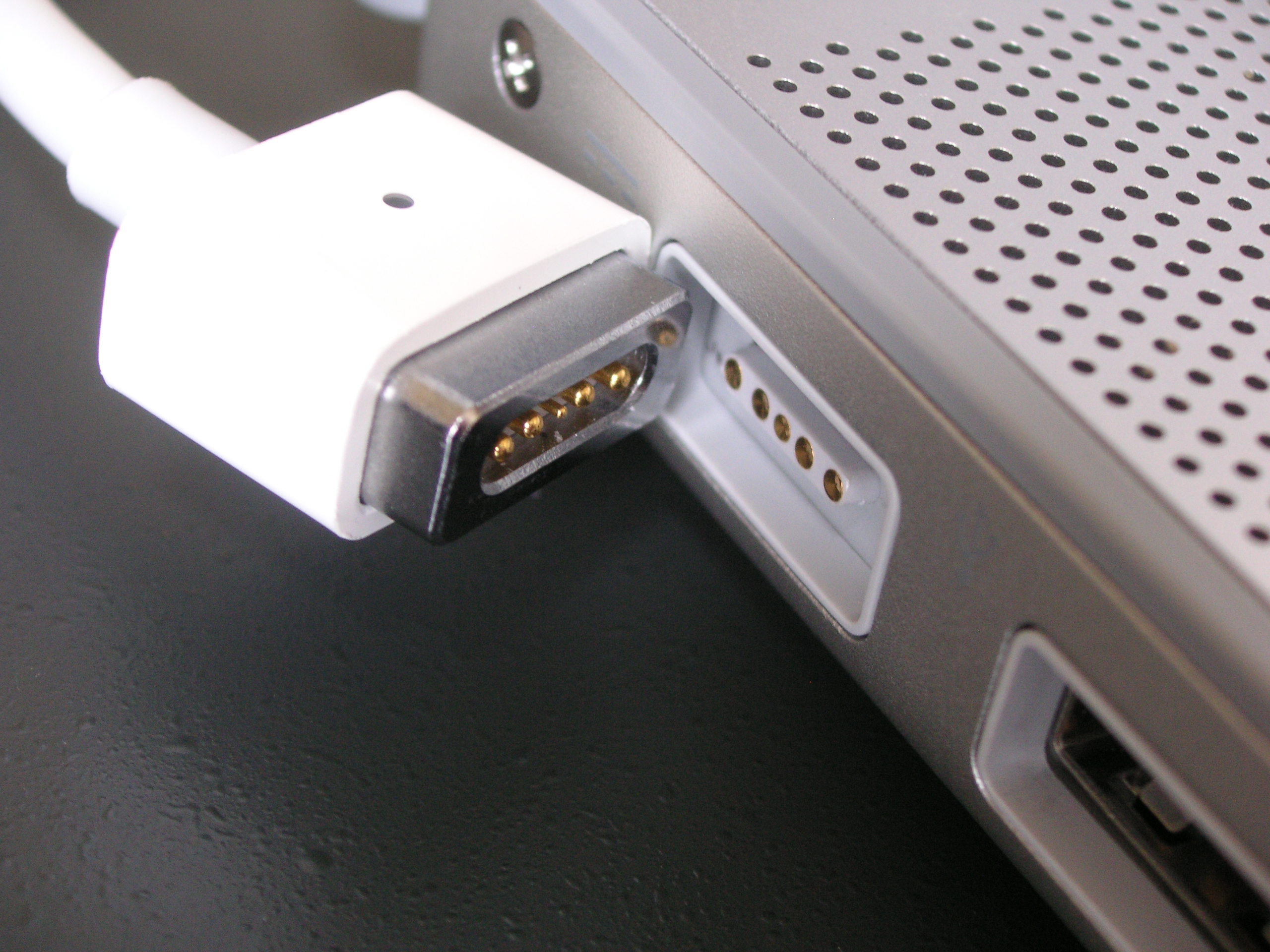
MacBook Proに接続されるMagSafeコネクタ

MagSafeコネクタのピン配列
1. GND
2. 16.5 V DC
3. Charge control pin
4. 16.5 V DC
5. GND

1. Appleが採用しているMacBook Pro、MacBookおよびMacBook Airの本体とACアダプタからのコードを接続するコネクタ。MagSafe、MagSafe 2 の後継の MagSafe 3 が現行である（2021年時点）。
2. Appleが開発したiPhoneおよびAirPods充電ケース向けのワイヤレス充電規格である。

## MacBook版

### MagSafe
2006年1月10日に行われたMacworld Conference & ExpoにてMagSafeが発表された。電気ポットの多くで採用されている電源コードの接続と同様に磁力によって接続する点が主な特徴である。

### MagSafe 2

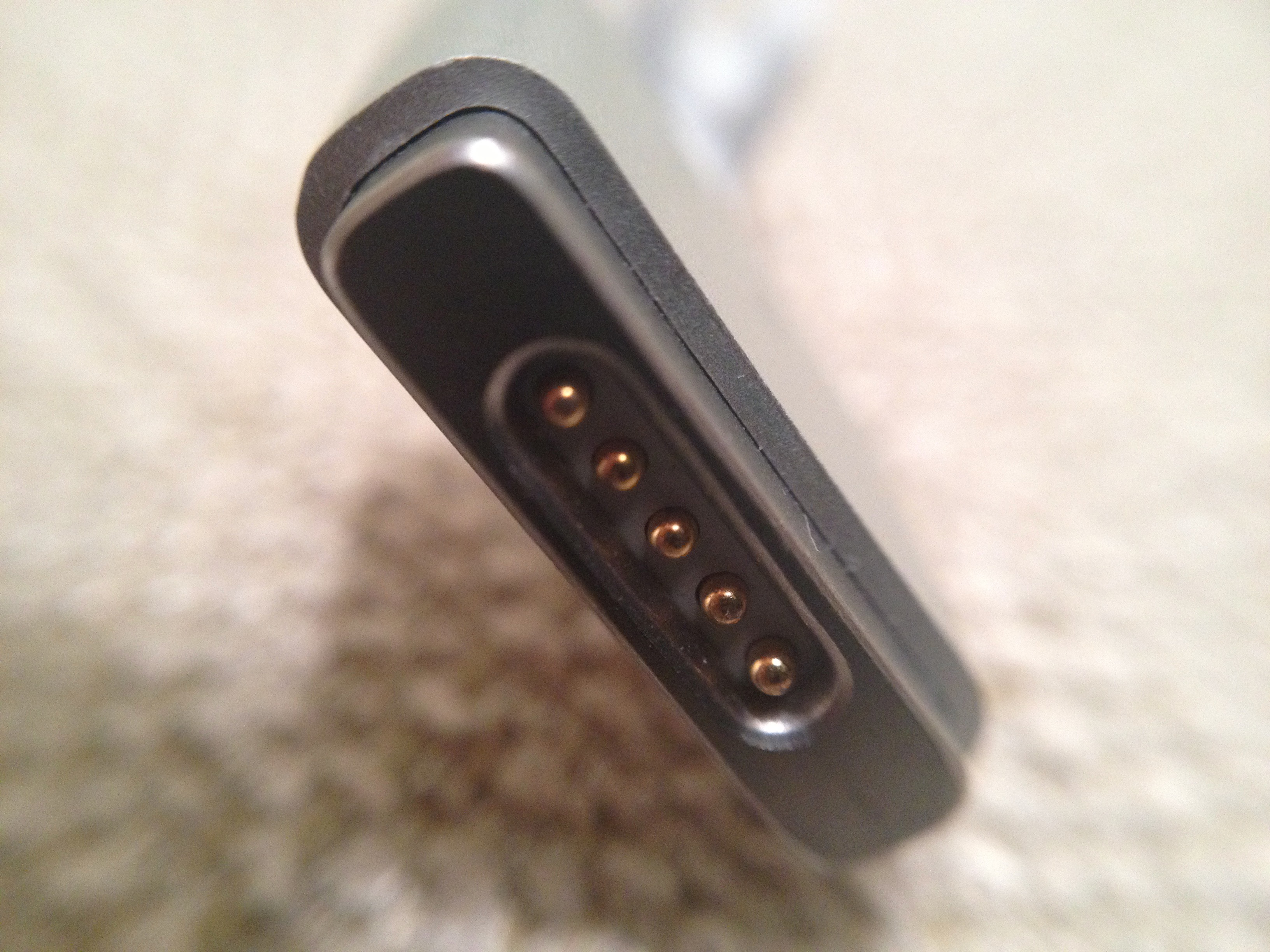
MagSafe 2コネクタ

2012年6月には、コネクタを薄型化したMagSafe 2が発表された。
MagSafe / MagSafe 2コネクタは、磁力によって本体と接続される。電気ポットの接続と基本的には同じで、ひねりの外力が加わると容易に外れる構造になっている。接続部のケーブル断線が減ること、電源コードに引っかけて、本体を落下させるなどのトラブルの軽減を目的としている。2011年7月、日本でも特許を取得している。
コネクタ部には発光ダイオードが内蔵されており、充電中はオレンジ色、完了時には緑色がそれぞれ点灯する。また、本体のバッテリーが外されている状態でコネクタが接続されている場合は、常時緑色に点灯している。
2008年10月現在、同コネクタを採用したサードパーティー製のACアダプタは存在しない。MacworldのDan Frakesは、その理由としてAppleが同コネクタの特許を取得しており、それを他社にライセンス販売する意図が無いことを指摘している。ポゴピンの特許紛争があったが、Appleが勝利している。
2015年3月発売のMacBook (Early 2015)と2016年10月発売のMacBook Pro (2016)以降、充電システムはUSB-PD（USB-C利用）によるものへと移行した。MacBook Airはこれらの登場以降、Early 2015およびMid 2017でもMagSafe 2を搭載したが、2018からは同じくUSB-PDに移行した。
2020年11月現在、MagSafe / MagSafe 2対応ACアダプタは引き続き入手可能である。

### MagSafe 3
2021年10月18日に行われたApple Eventで、MagSafe 3を搭載したMacBook Pro 14インチ / 16インチモデルが発表された。USB-C - MagSafe 3ケーブルが付属し、最大140W USB-C電源アダプタ（USB-PD 3.1のEPR規格）での給電に対応する。2022年6月6日に発表されたMacBook Air (M2, 2022)にもMagSafe 3が搭載される。

## iPhone版

### 第1世代
2020年10月14日（日本時間）のApple Eventにおいて、iPhone 12 / 12 ProシリーズにMagSafeが搭載されることが発表された。MacBook版とは、NFCを利用すること、ワイヤレス充電で接点がないなど大きく異なる。名称は同じでも、共通点は磁力を利用する程度しかない。 最大15Wの電力を提供し、最大7.5Wの電力でオープンQi標準と下位互換性がある 。そのため、Qi対応のAndroidスマートフォンやiPhone 8〜11 Proなどでも、MagSafe充電器でのワイヤレス充電が可能である（ただしApple Watchは充電方式がQiではないので充電不可）。MagSafeにより、カードホルダーやケースなどの非充電器アクセサリを統合されたNFCループを介して通信することもできる。
2023年1月5日、ワイヤレス電力伝送の業界団体であるワイヤレスパワーコンソーシアム（WPC）はQiの後継規格として、MagSafeをベースとした「Qi2」を採用すると発表した。

### 第2世代
2024年9月10日（日本時間）のApple Eventにおいて、iPhone 16 / 16 Proなどと共に発表された。新しく発表されたMagSafeは、従来15WであったiPhoneへの最大充電電力が25Wに向上されている。なお、同様のワイヤレス充電規格であるQi2の最大充電電力は15Wであるため、第2世代のMagSafeはそれを上回る充電速度となっている。
| 世代                  | 第1世代                  | 第2世代                         |
| --------------------- | ------------------------ | ------------------------------- |
| 最大充電電力          | 15W                      | 25W                             |
| 推奨USB-C電源アダプタ | 20W以上の物              | 30W以上の物                     |
| ケーブルの長さ        | 1m                       | 1m / 2m                         |
| 発表イベント          | Apple Event (2020年10月) | Apple Event (2024年9月)         |
| モデル番号            | A2140                    | A2580 (1m) / A3250 (2m)         |
| 製品番号              | MHXH3AM/A                | MX6X3AM/A (1m) / MX6Y3AM/A (2m) |